# 1882 w muzyce
Wydarzenia muzyczne w 1882 roku.

## Wydarzenia

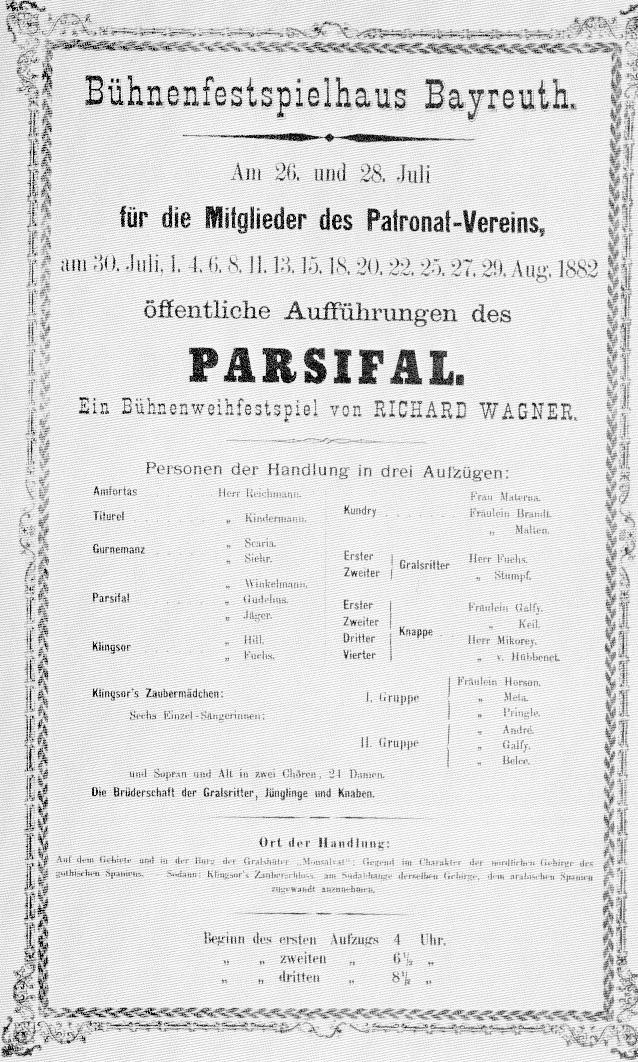
Oryginalny afisz opery Parsifal wystawionej 26 lipca 1882 w Bayreuth

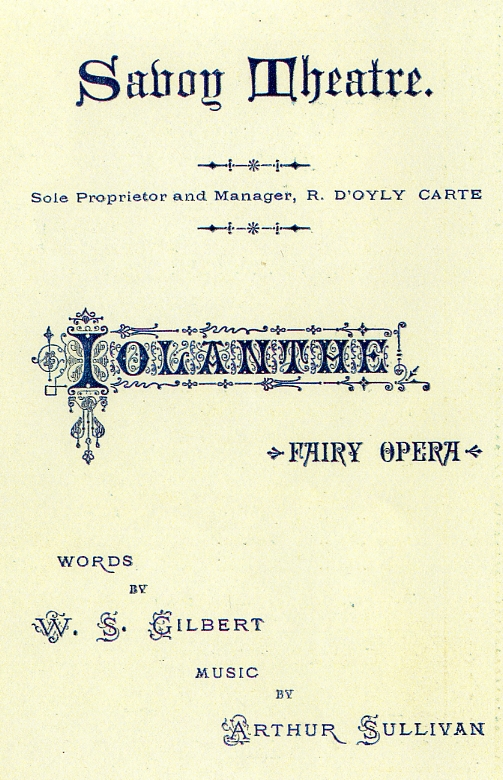
Oryginalny program operetki Iolanthe wystawionej 25 listopada 1882 w londyńskim Savoy Theatre

- 1 stycznia – w wiedeńskiej Sophiensaal miała miejsce premiera „Der lustige Krieg Marsch” op.397 Johanna Straussa (syna)[1][2]
- 6 stycznia – w Wiener Musikverein miała miejsce premiera walca „Frisch in's Feld!” op.398 Johanna Straussa (syna)[1][2]
- 10 stycznia – w wiedeńskim Hofburgu miała miejsce premiera walca „Kuß-Walzer” op.400 Johanna Straussa (syna)[1][2]
- 14 stycznia – w Paryżu odbyła się premiera „Le Ruisseau” op.22 Gabriela Fauré[1][2]
- 15 stycznia – w Wiener Musikverein miała miejsce premiera dwóch polek: „Was sich liebt, neckt sich” op.399 oraz „Violetta” op.404 Johanna Straussa (syna)[1][2]
- 5 lutego – w Sankt Petersburgu odbyła się premiera String Quartet No.2 Aleksandra Borodina[1][2]
- 10 lutego – w petersburskim Teatrze Maryjskim odbyła się premiera opery Śnieżka Nikołaja Rimskiego-Korsakowa[1][2][3]
- 11 lutego – w paryskim Théâtre Favart miała miejsce premiera opery Attendez-moi sous l'orme Vincenta d’Indy[1][2]
- 14 lutego – w wiedeńskiej Sophiensaal miała miejsce premiera „Quadrille nach Motiven der Operette 'Der lustige Krieg'” op.402 oraz „Entweder-Oder!” op.403 Johanna Straussa (syna)[1][2]
- 23 lutego – w Museum of Fine Arts w Bostonie miała miejsce premiera I symfonii op.5 George’a Whitefielda Chadwicka[1][2]
- 26 lutego – w Wiener Musikverein miała miejsce premiera polki „Nord und Süd” op.405 Johanna Straussa (syna)[1][2]
- 2 marca – w Boston Music Hall miała miejsce premiera kantaty „The Realm of Fancy” op.36 Johna Knowlesa Paine’a[1][2]
- 7 marca – w Cambridge odbyła się premiera II symfonii Charlesa Villiersa Stanforda[1][2]
- 13 marca – w Hamburgu odbyła się premiera „Am Strande” op.66/3 Johannesa Brahmsa[1][2][4]
- 19 marca
  - w Wiener Musikverein miała miejsce premiera polki „Der Klügere gibt nach” op.401 Johanna Straussa (syna)[1][2]
  - w Paryżu odbyła się premiera „Scènes alsaciennes” Julesa Masseneta[1][2]
- 22 marca – w Wiener Musikverein miała miejsce premiera walca „Italienischer Walzer” op.407 Johanna Straussa (syna)[1][2]
- 25 marca – w waszyngtońskiej Lincoln Hall miała miejsce premiera operetki The Smugglers Johna Sousa[1][2][5]
- 29 marca – Petersburgu odbyła się premiera I symfonii op.5 Aleksandra Głazunowa[1][2]
- 14 kwietnia – w Paryżu odbyła się premiera opery Françoise de Rimini Ambroise'a Thomasa[1][2][6]
- 9 lipca – w Moskwie odbyła się premiera All-Night Vigil op.52 Piotra Czajkowskiego[1][2][7]
- 26 lipca – w Festspielhaus w Bayreuth odbyła się prapremiera opery Parsifal Richarda Wagnera[1][2][8]
- 20 sierpnia – w Moskwie odbyła się premiera „1812 Overture” op.49 Piotra Czajkowskiego[1][2][9]
- 30 sierpnia – w Birmingham odbyła się premiera „La rédemption” Charles’a Gounoda[1][2]
- 31 sierpnia – w Birmingham odbyła się premiera I symfonii Huberta Perry[1][2]
- 8 października – w Teatrze Narodowym w Pradze miała miejsce premiera opery Dimitrij op.64 Antonína Dvořáka[1][2][10]
- 29 października – w Teatrze Narodowym w Pradze miała miejsce premiera opery Czarcia ściana JB 1:122 Bedřicha Smetany[1][2][11]
- 30 października – w Moskwie odbyła się publiczna premiera „Piano Trio” op.50 Piotra Czajkowskiego[1][2][12]
- 2 listopada – w Berlinie odbyła się premiera „String Quartet No.11” op.61 Antonína Dvořáka[1][2][13]
- 13 listopada – w Sankt Petersburgu odbyła się premiera „String Quartet No.1” op.1 Aleksandra Głazunowa[1][2]
- 22 listopada
- w Taborze odbyła się premiera „In Nature's Realm” op.63 Antonína Dvořáka[1][2]
- w Paryżu odbyła się premiera „Le roi s'amuse” Léo Delibesa[1][2]
- 25 listopada – w londyńskim Savoy Theatre miała miejsce premiera operetki Iolanthe Arthura Sullivana[1][2][14]
- 2 grudnia – w Wiedniu odbyła się premiera „Chorale Prelude and Fugue on 'O Traurigkeit, o Herzeleid'” WoO 7 Johannesa Brahmsa[1][2][15]
- 10 grudnia – w Bazylei odbyła się premiera „Gesang der Parzen” op.89 Johannesa Brahmsa[1][2][16]
- 20 grudnia – w Strasburgu odbyła się premiera dwóch pieśni: „Der Kranz” op.84/2 i „Vergebliches Ständchen” op.84/4 Johannesa Brahmsa[1][2]
- 23 grudnia – w Paryżu odbyła się premiera czterech pieśni: „Nanny” op.2/1, „La dernière feuille” op.2/4, „Sérénade italienne” op.2/5 oraz „Le Colibri” op.2/7 Ernesta Chaussona[1][2][17]
- 27 grudnia – w wiedeńskim Carltheater miała miejsce premiera marsza „Habsburg hoch!” op.408 Johanna Straussa (syna)[1][2]
- 29 grudnia – we Frankfurcie nad Menem odbyła się premiera „Piano Trio No.2” op.87[18] oraz „String Quintet No.1” op.88[19] Johannesa Brahmsa[1][2]

## Urodzili się
- 6 stycznia – Fan Noli, albański polityk, prawosławny biskup, działacz niepodległościowy, tłumacz, dziennikarz, kompozytor (zm. 1965)
- 15 stycznia – Henry Burr, kanadyjski piosenkarz (zm. 1941)
- 16 stycznia – Józef Kromolicki, polski kompozytor muzyki poważnej (zm. 1961)
- 18 stycznia – Lazare Lévy, francuski pianista, kompozytor i pedagog (zm. 1964)
- 13 lutego – Ignacy Friedman, polski pianista, kompozytor i pedagog żydowskiego pochodzenia (zm. 1948)
- 20 lutego – Aleksander Karczyński, polski organista, dyrygent i kompozytor (zm. 1973)
- 28 lutego – Geraldine Farrar, amerykańska śpiewaczka operowa (sopran) (zm. 1967)
- 24 marca – Gino Marinuzzi, włoski dyrygent i kompozytor (zm. 1945)
- 25 marca – Maria Mokrzycka, polska śpiewaczka (sopran) (zm. 1971)
- 31 marca – Fritzi Massary, austriacko-amerykańska śpiewaczka {sopran) i aktorka (zm. 1969)
- 17 kwietnia – Artur Schnabel, austriacki pianista, pedagog, kompozytor (zm. 1951)
- 18 kwietnia – Leopold Stokowski, amerykański dyrygent polskiego pochodzenia (zm. 1977)
- 23 kwietnia – Albert Coates, angielski dyrygent i kompozytor (zm. 1953)
- 24 kwietnia – Jerzy Boczkowski, polski kompozytor, dyrektor teatralny, dziennikarz, prezes ZAiKS w latach 1936–1947 (zm. 1953)
- 9 maja – Jossele Rosenblatt, chazan i kompozytor pochodzący z terenu Ukrainy (zm. 1933)
- 11 maja – Joseph Marx, austriacki kompozytor (zm. 1964)
- 17 maja – Nadzieja Padlewska, polska pianistka i pedagog (zm. 1967)
- 25 maja – Dante Baranowski, polski aktor, skrzypek i poeta (zm. 1925)
- 4 czerwca – Carlo Galeffi, włoski śpiewak operowy (baryton) (zm. 1961)
- 17 czerwca – Igor Strawinski, rosyjski kompozytor, pianista i dyrygent (zm. 1971)
- 7 lipca – Zdzisław Jachimecki, polski historyk muzyki, kompozytor, profesor (zm. 1953)
- 8 lipca – Percy Grainger, australijski kompozytor i pianista (zm. 1961)
- 10 lipca – August Topman, estoński organista i pedagog (zm. 1968)
- 13 lipca – Abraham Zebi Idelsohn, żydowski etnomuzykolog (zm. 1938)
- 27 lipca – Rudolf Jung, szwajcarski śpiewak operowy (tenor bohaterski) (zm. 1958)
- 2 sierpnia – Nanny Larsén-Todsen, szwedzka śpiewaczka operowa (sopran) (zm. 1982)
- 9 sierpnia – Manfredi Polverosi, włoski śpiewak operowy (tenor) (zm. 1965)
- 27 sierpnia
  - Eric Coates, angielski kompozytor i altowiolista (zm. 1957)
  - Jaroslav Křička, czeski kompozytor, dyrygent i pedagog muzyczny (zm. 1969)
  - Hubert Marischka, austriacki aktor, śpiewak (tenor), reżyser, wydawca muzyczny (zm. 1959)
- 16 września – Mart Saar, estoński kompozytor, organista, folklorysta i pedagog (zm. 1963)
- 22 września – Emil Ábrányi, węgierski kompozytor, dyrygent i krytyk muzyczny (zm. 1970)
- 3 października – Karol Szymanowski, polski kompozytor, pianista, pedagog i krytyk muzyczny (zm. 1937)
- 12 października – Hermann Wolfgang von Waltershausen, niemiecki kompozytor i pedagog (zm. 1954)
- 24 października – Imre Kálmán, węgierski kompozytor operetkowy (zm. 1953)
- 8 listopada – Lazare Saminsky, amerykański kompozytor i dyrygent pochodzenia rosyjskiego (zm. 1959)
- 18 listopada – Amelita Galli-Curci, włoska śpiewaczka operowa (sopran) (zm. 1963)
- 8 grudnia – Manuel María Ponce, meksykański kompozytor (ur. 1948)
- 9 grudnia – Joaquín Turina, hiszpański kompozytor muzyki klasycznej (zm. 1949)
- 10 grudnia – Kazimierz Czarnecki, polski śpiewak (tenor), pedagog (zm. 1964)
- 16 grudnia – Zoltán Kodály, węgierski kompozytor i etnograf (zm. 1967)
- 19 grudnia
  - Walter Braunfels, niemiecki kompozytor, pianista i pedagog muzyczny (zm. 1954)
  - Bronisław Huberman, polski skrzypek i pedagog żydowskiego pochodzenia (zm. 1947)

## Zmarli
- 16 lutego – Julián Arcas, hiszpański gitarzysta i kompozytor (ur. 1832)
- 27 lutego – Alfred Jaëll, austriacki pianista i kompozytor (ur. 1832)
- 1 marca – Theodor Kullak, niemiecki pianista, kompozytor i pedagog (ur. 1818)
- 2 marca – Louis Kufferath, niemiecki kompozytor, dyrygent i pianista (ur. 1811)
- 3 kwietnia – Friedrich Wilhelm Kücken, niemiecki kompozytor i dyrygent (ur. 1810)
- 25 czerwca – Joachim Raff, niemiecki kompozytor i pedagog pochodzenia szwajcarskiego (ur. 1822)
- 29 października – Gustav Nottebohm, niemiecki muzykolog i kompozytor (ur. 1817)
- 18 listopada – Aleksander Mirecki, polski skrzypek i pedagog (ur. 1809)
- 20 listopada – Béla Kéler, węgierski kompozytor, skrzypek i dyrygent (ur. 1820)
- 25 listopada – Ignacy Guniewicz, polski kompozytor, dyrygent, pianista i nauczyciel muzyki (ur. 1832)